# Ли, Хокон Виум
Хокон Виум Ли (норв. Håkon Wium Lie; род. 26 июля 1965, Халден, Норвегия) — норвежский учёный, специалист в области информатики, предложивший каскадные таблицы стилей (CSS). В англоязычных текстах его часто называют howcome, а норвежское имя считается трудночитаемым.

## Биография
Наиболее известен тем, что в 1994 году предложил концепцию каскадных таблиц стилей. В то время он работал для W3C, INRIA, CERN, MIT Media Lab, Norwegian Telecom Research и др.
С 1999 года работает техническим директором (CTO) норвежской компании Opera Software, которая занимается разработкой браузера Opera.
В 2005 году предложил тест Acid2, предназначенный для улучшения поддержки стандартов CSS в браузерах.
С 2005 года является членом правления австралийской компании YesLogic, основным продуктом которой является Prince XML — приложение для создания качественных типографских публикаций в формате PDF, в основе работы которого лежит CSS-форматирование.
В 2006 году в Университете Осло защитил диссертацию по теме «Каскадные таблицы стилей».

## Список произведений
Ли в соавторстве с Бертом Босом написал книгу о CSS, которая вышла в трёх изданиях.
- Cascading Style Sheets: Designing for the Web, ISBN 020141998X
- Cascading Style Sheets: Designing for the Web (2nd Edition), ISBN 0201596253
- Cascading Style Sheets: Designing for the Web (3rd Edition), ISBN 0321193121